# بروميد الفضة
بروميد الفضة هو مركب كيميائي صيغته AgBr، ويوجد في الشروط القياسية على شكل صلب بلوري أصفر شاحب اللون.

## الوفرة الطبيعية والتحضير
يوجد بروميد الفضة في الطبيعة على شكل معدن برومارجيريت.
يمكن تحضير المركب مخبرياً من تفاعل ترسيب بعملية مزج نترات الفضة مع بروميد البوتاسيوم:
{\displaystyle \mathrm {AgNO_{3}+KBr\longrightarrow AgBr\downarrow +\ KNO_{3}} }

## الخواص
يوجد بروميد الفضة في الشروط القياسية على شكل صلب بلوري له لون أصفر شاحب، حساس للضوء؛ وهو عملياً غير منحل في الماء (ينحل منه مجرد 0.14 ميليغرام في الليتر عند 25°س.)

## الاستخدامات
نظراً للحساسية الضوئية لمركب بروميد الفضة لذلك استخدم في التصوير الفوتوغرافي منذ القرن التاسع عشر.